# Categoría Primera A (1998)
I liga kolumbijska w piłce nożnej (1998)
Mistrzem Kolumbii w 1998 roku został klub Deportivo Cali, natomiast wicemistrzem - klub Once Caldas.
Do Copa Libertadores w roku 1999 zakwalifikowały się następujące kluby:
- Deportivo Cali (mistrz Kolumbii)
- Once Caldas (pierwszy w tabeli sumarycznej)

Do drugiej ligi spadły następujące kluby:
- Unicosta Barranquilla

Z drugiej ligi awansowały następujące kluby:
- Deportivo Pasto – mistrz II ligi

## Pierwsza Faza

### Kolejka 1
| Data          | Mecz                                                                                       |
| ------------- | ------------------------------------------------------------------------------------------ |
| 1 lutego 1998 | Millonarios FC - Independiente Santa Fe 1:2 Maturana 38 - Precaido 73, Garces 87           |
| 1 lutego 1998 | América Cali - Deportivo Cali 2:2, karne 4:2 Cardona 21, Tellez 44 - Bonilla 13, Pareja 37 |
| 1 lutego 1998 | Tolima Ibagué - Once Caldas 1:1, karne 4:2 Ciciliano 39 - Salcedo 45                       |
| 1 lutego 1998 | Unión Magdalena - Atlético Junior 2:2, karne 4:5 Herrera 9,31 - Galeano 14, Pacheco 31     |
| 1 lutego 1998 | Quindío Armenia - Atlético Huila 1:1, karne 4:2 Palacio 20 - Ambuila 53                    |
| 1 lutego 1998 | Independiente Medellín - Envigado 0:0, karne 5:4                                           |
| 1 lutego 1998 | Unicosta Barranquilla - Atlético Bucaramanga 0:1 G Restrepo 62                             |
| 1 lutego 1998 | Deportivo Tuluá - Atlético Nacional 0:1 Grisales 36                                        |

### Kolejka 2
| Data          | Mecz                                                                                   |
| ------------- | -------------------------------------------------------------------------------------- |
| 4 lutego 1998 | Atlético Nacional - Unión Magdalena 4:1 Comas, Makenzie, Morantes, Moreno - Labastidas |
| 4 lutego 1998 | Once Caldas - Deportivo Cali 3:0 Galvan 2, Congo                                       |
| 4 lutego 1998 | Envigado - Tolima Ibagué 1:0 Suarez                                                    |
| 4 lutego 1998 | Atlético Huila - Deportivo Tuluá 1:0 Ambuila                                           |
| 4 lutego 1998 | Atlético Bucaramanga - Independiente Medellín 2:1 Restrepo, Vasquez - Whitingham       |
| 4 lutego 1998 | América Cali - Quindío Armenia 0:0, karne 5:3                                          |
| 4 lutego 1998 | Atlético Junior - Millonarios FC 2:2, karne 3:2 Botero, Reyes - Cruz, Masquera         |
| 4 lutego 1998 | Independiente Santa Fe - Unicosta Barranquilla 2:0 Mendez,Cuesta                       |

### Kolejka 3
| Data          | Mecz                                                                                            |
| ------------- | ----------------------------------------------------------------------------------------------- |
| 8 lutego 1998 | Once Caldas - América Cali 1:0 Velasquez 90                                                     |
| 8 lutego 1998 | Deportivo Tuluá - Quindío Armenia 1:1, karne 1:3 Ampudia 49k - Sandoval 60                      |
| 8 lutego 1998 | Unicosta Barranquilla - Atlético Junior 2:3 Cantillo 71, Calanche 87 - Tilger 46,49 Pacheco 62k |
| 8 lutego 1998 | Millonarios FC - Atlético Nacional 1:1, karne 3:5 Cruz 83 - Grisales 62                         |
| 8 lutego 1998 | Tolima Ibagué - Atlético Bucaramanga 2:0 Arrieta 9. Ortiz 88                                    |
| 8 lutego 1998 | Unión Magdalena - Atlético Huila 0:3 H Gonzalez 7s, Ambuila 15, Ararat 68                       |
| 8 lutego 1998 | Independiente Medellín - Independiente Santa Fe 1:1, karne 2:4 Valencia 78 - Precaido 90        |
| 8 lutego 1998 | Deportivo Cali - Envigado 4:2 Bonilla 25k, 6k, 84, Yepez 43 - Benitez 13, Suarez 44k            |

### Kolejka 4
| Data           | Mecz                                                                                                 |
| -------------- | --- |
| 15 lutego 1998 | Atlético Huila - Millonarios FC 3:0 Aponza 40k, Ambuila 67,74                                        |
| 15 lutego 1998 | Quindío Armenia - Unión Magdalena 0:0, karne 4:5                                                     |
| 15 lutego 1998 | Atlético Bucaramanga - Deportivo Cali 1:3 Galarcio 16 - Bonilla 19k, Escobar 45, Marrero 57k         |
| 15 lutego 1998 | Atlético Nacional - Unicosta Barranquilla 6:0 Comas 2,7 Osorio 55 Morantes 63 Castro 73, Grisales 74 |
| 15 lutego 1998 | Atlético Junior - Independiente Medellín 1:1, karne 2:4 Villar 85 - Hernandez 90                     |
| 15 lutego 1998 | América Cali - Deportivo Tuluá 1:1, karne 3:1 Perez 37 - Salazar 22                                  |
| 15 lutego 1998 | Envigado - Once Caldas 3:1 Cardenas 14, Da Silva 53,78 - Congo 4                                     |
| 15 lutego 1998 | Independiente Santa Fe - Tolima Ibagué 1:1, karne 3:4 Precaido 46 - Torres 19                        |

### Kolejka 5
| Mecze 18 i 19 lutego 1998                                                                       |
| ----------------------------------------------------------------------------------------------- |
| Millonarios FC - Quindío Armenia 1:1, karne 3:4 Usuriaga 23 - Palacio 50                        |
| Unicosta Barranquilla - Atlético Huila 0:2 Ararat 74, 88                                        |
| Unión Magdalena - Deportivo Tuluá 1:1, karne 6:5 Otero 22k - Braidy 10                          |
| Deportivo Cali - Independiente Santa Fe 4:1 Bonilla 19k, Ojeda 57,59, Escobar 62 - Gutierrez 80 |
| Independiente Medellín - Atlético Nacional 0:0, karne 2:4                                       |
| Once Caldas - Atlético Bucaramanga 3:0 Galvan 45, Valentierra 74k, Congo 76                     |
| Tolima Ibagué - Atlético Junior 2:2, karne 7:6 Berrio 60, A Moreno 78 - Pacheco 88, Tilger 89   |
| Envigado - América Cali 0:2 Norberto Hurtado 69, Oviedo 89                                      |

### Kolejka 6
| Data           | Mecz |
| -------------- | --- |
| 22 lutego 1998 | Independiente Santa Fe - Once Caldas 0:0, karne 4:2                                                                            |
| 22 lutego 1998 | Quindío Armenia - Unicosta Barranquilla 4:2 Palacio 39, Gomez 41, 66 Oliveiros 88 - Cantillo 32,37                             |
| 22 lutego 1998 | Atlético Bucaramanga - Envigado 2:2, karne 4:2 Guiran 6, G Restrepo 55k - Da Silva 25,90                                       |
| 22 lutego 1998 | América Cali - Unión Magdalena 2:0 Moreno 18k, Cardona 27                                                                      |
| 22 lutego 1998 | Deportivo Tuluá - Millonarios FC 0:0, karne 4:2                                                                                |
| 22 lutego 1998 | Atlético Huila - Independiente Medellín 1:2 Ambuila 21 - Guzman 61, Valencia 63                                                |
| 22 lutego 1998 | Atlético Nacional - Tolima Ibagué 1:0 Comas 20                                                                                 |
| 6 marca 1998   | Atlético Junior - Deportivo Cali 1:4 Miranda 70 - Walter Escobar 25, Victor Bonilla 61, "Pelusa" Perez 71, Giovanni Cordoba 82 |

### Kolejka 7
| Data         | Mecz                                                                                               |
| ------------ | -------------------------------------------------------------------------------------------------- |
| 1 marca 1998 | Millonarios FC - Unión Magdalena 0:0, karne 2:3                                                    |
| 1 marca 1998 | Envigado - Independiente Santa Fe 3:1 Suarez 6,31k, Arriaga 84 - Precaido 21                       |
| 1 marca 1998 | Atlético Bucaramanga - América Cali 1:1, karne 8:9 Caquete 30 - Perez 85                           |
| 1 marca 1998 | Tolima Ibagué - Atlético Huila 1:0 Berrio 12                                                       |
| 1 marca 1998 | Unicosta Barranquilla - Deportivo Tuluá 2:0 Rendon 51k, Cantillo 89                                |
| 1 marca 1998 | Once Caldas - Atlético Junior 1:0 Salcedo 46                                                       |
| 1 marca 1998 | Independiente Medellín - Quindío Armenia 2:0 Whitingham 18k, Hernandez 48                          |
| 1 marca 1998 | Deportivo Cali - Atlético Nacional 2:2, karne 1:3 Bonilla 46, Betancurt 72 - Grisales 25, Comas 86 |

### Kolejka 8
| Data          | Mecz                                                                                          |
| ------------- | --------------------------------------------------------------------------------------------- |
| 15 marca 1998 | Independiente Santa Fe - Atlético Bucaramanga 4:0 Precaido 10,84 Lopez 55, Villamizar 79      |
| 15 marca 1998 | Atlético Junior - Envigado 0:0, karne 3:4                                                     |
| 15 marca 1998 | Atlético Nacional 2-2 Once Caldas 2:2, karne 6:5 Morantes 59,65 - Valentierra 11k, Salcedo 46 |
| 15 marca 1998 | Atlético Huila - Deportivo Cali 3:1 Molina 25, Ambuila 39, Sandoval 57 - Escobar 28           |
| 15 marca 1998 | Quindío Armenia - Tolima Ibagué 2:1 Q.Gomez 50, Hernandez 67k - Cassiani 77                   |
| 15 marca 1998 | Deportivo Tuluá - Independiente Medellín 0:0, karne 3:5                                       |
| 15 marca 1998 | Unión Magdalena - Unicosta Barranquilla 1:2 Otero 79k - Calanche 15,45                        |
| 15 marca 1998 | América Cali - Millonarios FC 3:0 Hurtado 41k, Gonzalez 57, Telelz 67                         |

### Kolejka 9
| Data          | Mecz |
| ------------- | --- |
| 22 marca 1998 | Independiente Santa Fe - América Cali 0:0, karne 1:3                                                       |
| 22 marca 1998 | Atlético Bucaramanga - Atlético Junior 1:0 Gomez 16                                                        |
| 22 marca 1998 | Envigado - Atlético Nacional 1:5 Cortes 36 - Comas 24, Mackenzie 59, Zambrano 65, Marulanda 71, Vasquez 85 |
| 22 marca 1998 | Once Caldas - Atlético Huila 2:1 Cardona 55, Congo 61 - Sandoval 63k                                       |
| 22 marca 1998 | Deportivo Cali - Quindío Armenia 3:1 Bonilla 36k,75,77k - Hernandez 11                                     |
| 22 marca 1998 | Tolima Ibagué - Deportivo Tuluá 2:1 Molina 2s, Becerra 69 - Quinonez 85                                    |
| 22 marca 1998 | Independiente Medellín - Unión Magdalena 3:1 Nunez 6,79 Valencia 66 - Herrera 71                           |
| 22 marca 1998 | Unicosta Barranquilla - Millonarios FC 1:3 Rendon 45k - Mosquera 10, Aponte 40k, Usuriaga 77               |

### Kolejka 10
| Data          | Mecz |
| ------------- | --- |
| 29 marca 1998 | Atlético Junior - Independiente Santa Fe 2:1 Pacheco 41, Castro 88 - Angulo 43                                 |
| 29 marca 1998 | Atlético Nacional - Atlético Bucaramanga 1:0 Zambrano 77                                                       |
| 29 marca 1998 | Atlético Huila - Envigado 2:1 Sandoval 48, Ambuila 67 - Suarez 49                                              |
| 29 marca 1998 | Quindío Armenia - Once Caldas 1:0 Oliveros 70                                                                  |
| 29 marca 1998 | Deportivo Tuluá - Deportivo Cali 1:1, karne 3:4 Molina 51k - Ojeda 70                                          |
| 29 marca 1998 | Unión Magdalena - Tolima Ibagué 1:0 Herrera 61                                                                 |
| 29 marca 1998 | Millonarios FC - Independiente Medellín 3:3, karne 4:2 Maturana 21,46, Quijano 78 - Valencia 36,65, Ramirez 51 |
| 29 marca 1998 | América Cali - Unicosta Barranquilla 6:0 Angulo 7,55 Hurtado 23, Perez 27, 53 Asprilla 65                      |

### Kolejka 11
| Data            | Mecz                                                                                |
| --------------- | ----------------------------------------------------------------------------------- |
| 5 kwietnia 1998 | Atlético Junior - América Cali 2:1 Vilarete 65, 83 - Moreno 41                      |
| 5 kwietnia 1998 | Independiente Santa Fe - Atlético Nacional 2:1 Precaido 43,90 - Munoz 80            |
| 5 kwietnia 1998 | Atlético Bucaramanga - Atlético Huila 2:0 Flavien 12, Ballesteros 64                |
| 5 kwietnia 1998 | Envigado - Quindío Armenia 2:1 Da Silva 38, Suarez 49k - Marquinho 80               |
| 5 kwietnia 1998 | Once Caldas - Deportivo Tuluá 7:0 Congo 3,40 Salcedo 9,47,51 Quienca 24,41          |
| 5 kwietnia 1998 | Deportivo Cali - Unión Magdalena 2:1 Yepez 28, Bonilla 83 - Zamora 41               |
| 5 kwietnia 1998 | Tolima Ibagué - Millonarios FC 1:0 Becerra 66k                                      |
| 5 kwietnia 1998 | Independiente Medellín - Unicosta Barranquilla 5:0 Valencia 10, 75 Nunez 15, 51, 66 |

### Kolejka 12
| Data            | Mecz                                                                                                |
| --------------- | --------------------------------------------------------------------------------------------------- |
| 8 kwietnia 1998 | América Cali - Independiente Medellín 1:1, karne 3:1                                                |
| 8 kwietnia 1998 | Unión Magdalena - Once Caldas 2:2, karne 5:3                                                        |
| 8 kwietnia 1998 | Millonarios FC - Deportivo Cali 2:1                                                                 |
| 8 kwietnia 1998 | Atlético Nacional - Atlético Junior 5:0 Zambrano 30, Cassiani 38, MacKenzie 45, Osorio 74, Comas 86 |
| 8 kwietnia 1998 | Atlético Huila - Independiente Santa Fe 2:2, karne 3:1                                              |
| 8 kwietnia 1998 | Quindío Armenia - Atlético Bucaramanga 5:1                                                          |
| 8 kwietnia 1998 | Deportivo Tuluá - Envigado 2:1                                                                      |
| 8 kwietnia 1998 | Unicosta Barranquilla - Tolima Ibagué 2:1 Matallana 31, Suarez 35 - Moreno 37                       |

### Kolejka 13
| Data             | Mecz                                                                                 |
| ---------------- | ------------------------------------------------------------------------------------ |
| 12 kwietnia 1998 | Atlético Bucaramanga - Deportivo Tuluá 1:1, karne 5:6 Ballesteros 83 - Ampudia 8     |
| 12 kwietnia 1998 | Once Caldas - Millonarios FC 1:1, karne 5:3 Otero 9 - Maturano 79                    |
| 12 kwietnia 1998 | Deportivo Cali - Unicosta Barranquilla 2:1 Marrero 69k, Escobar 74 - Cantillo 24     |
| 12 kwietnia 1998 | Envigado - Unión Magdalena 1:2                                                       |
| 12 kwietnia 1998 | Atlético Junior - Atlético Huila 2:0 Pacheco 23, Villar 78                           |
| 12 kwietnia 1998 | Atlético Nacional - América Cali 3:1 Comas 34, Zambrano 50. Mackenzie 71 - Angulo 81 |
| 12 kwietnia 1998 | Independiente Santa Fe - Quindío Armenia 2:0 Precaido 65,80                          |
| 12 kwietnia 1998 | Tolima Ibagué - Independiente Medellín 1:0 Matosas 42                                |

### Kolejka 14
| Data             | Mecz |
| ---------------- | --- |
| 19 kwietnia 1998 | Deportivo Tuluá - Independiente Santa Fe 2:1 Zea 32, Sanclemente 62 - Cano 25                           |
| 19 kwietnia 1998 | Quindío Armenia - Atlético Junior 0:0, karne 2:4                                                        |
| 19 kwietnia 1998 | Independiente Medellín - Deportivo Cali 1:2 Valencia 50k - Marrero 15, 47k                              |
| 19 kwietnia 1998 | Millonarios FC - Envigado 3:0 Cruz 39, Ramirez 44, Maturana 84                                          |
| 19 kwietnia 1998 | Atlético Huila - Atlético Nacional 1:1, karne 4:3 Comas 25k - Ambuila 65k                               |
| 19 kwietnia 1998 | Unión Magdalena - Atlético Bucaramanga 2:1 Herrera 68,74 - Gomez 85                                     |
| 19 kwietnia 1998 | Unicosta Barranquilla - Once Caldas 1:2 Hernandez 90 - Galvan 51, 86                                    |
| 19 kwietnia 1998 | América Cali - Tolima Ibagué 0:1 Moreno mecz przerwany z powodu awarii światła - dokończony 20 kwietnia |

### Kolejka 15
| Data             | Mecz                                                                                       |
| ---------------- | ------------------------------------------------------------------------------------------ |
| 26 kwietnia 1998 | Atlético Bucaramanga - Millonarios FC 2:2, karne 3:4 Ballesteros 8,18 - Daza 6, Ramirez 46 |
| 26 kwietnia 1998 | Envigado - Unicosta Barranquilla 1:0 Catano 90                                             |
| 26 kwietnia 1998 | Once Caldas - Independiente Medellín 2:0 Congo 18, Cardona 47                              |
| 26 kwietnia 1998 | Atlético Junior - Deportivo Tuluá 2:1 Villar 50, Tilger 75k - Carvajal 10                  |
| 26 kwietnia 1998 | Atlético Huila - América Cali 3:1 Gomez 25, Ararat 47, ? ? - Ramos 78                      |
| 26 kwietnia 1998 | Independiente Santa Fe - Unión Magdalena 0:0, karne 3:5                                    |
| 26 kwietnia 1998 | Atlético Nacional - Quindío Armenia 2:0 Grisales 51, Mackenzie 78k                         |
| 26 kwietnia 1998 | Deportivo Cali - Tolima Ibagué 1:0 Marrero 45                                              |

### Kolejka 16
Cuadrangalarones - 1 kolejka
| Data        | Mecz                                                                                 |
| ----------- | ------------------------------------------------------------------------------------ |
| 3 maja 1998 | Independiente Santa Fe - Atlético Huila 2:1 Portocarrero 19, Cano 55 - Ambuila 20    |
| 3 maja 1998 | Deportivo Tuluá - América Cali 1:0 Quintana 67                                       |
| 3 maja 1998 | Deportivo Cali - Quindío Armenia 5:0 Bonilla 23,90k, Candelo 56, Marrero 72, Diaz 84 |
| 3 maja 1998 | Tolima Ibagué - Millonarios FC 0:0, karne 4:3                                        |
| 3 maja 1998 | Independiente Medellín - Once Caldas 1:1, karne 4:3 Valencia 90 - Valentierra 14     |
| 3 maja 1998 | Envigado - Atlético Nacional 0:0, karne 4:5                                          |
| 3 maja 1998 | Atlético Bucaramanga - Unicosta Barranquilla 2:0 Ballesteros 29, Casquete 56         |
| 3 maja 1998 | Atlético Junior - Unión Magdalena 2:1 Vilarete 55, Tilger 58k - Trujillo 56          |

### Kolejka 17
Cuadrangalarones - 2 kolejka
| Mecze 8-10 maja 1998 |
| --- |
| Millonarios FC - Independiente Santa Fe 2:2, karne 0:3 Gustavo Quijano 32, Marcio Cruz 77 - Leider Precaido 58,71 mecz rozegrano 6 maja 1998 |
| Atlético Huila - Tolima Ibagué 2:2, karne 10:9                                                                                               |
| Unicosta Barranquilla - Atlético Junior 1:1, karne 5:4                                                                                       |
| Quindío Armenia - Deportivo Tuluá 4:2 |
| Atlético Nacional - Independiente Medellín 2:2, karne 4:1                                                                                    |
| Unión Magdalena - Atlético Bucaramanga 1:3                                                                                                   |
| Once Caldas - Envigado 0:0, karne 4:3 |
| América Cali - Deportivo Cali 3:1 |

### Kolejka 18
Cuadrangalarones - 3 kolejka
| Data         | Mecz                                                  |
| ------------ | ----------------------------------------------------- |
| 13 maja 1998 | Quindío Armenia - América Cali 1:0                    |
| 13 maja 1998 | Deportivo Cali - Deportivo Tuluá 1:3                  |
| 13 maja 1998 | Atlético Nacional - Once Caldas 3:1                   |
| 13 maja 1998 | Envigado - Independiente Medellín 0:3                 |
| 13 maja 1998 | Atlético Huila - Millonarios FC 1:2                   |
| 13 maja 1998 | Independiente Santa Fe - Tolima Ibagué 3:0            |
| 13 maja 1998 | Unicosta Barranquilla - Unión Magdalena 7:1           |
| 13 maja 1998 | Atlético Bucaramanga - Atlético Junior 1:1, karne 2:4 |

### Kolejka 19
Cuadrangalarones - 4 kolejka
| Data         | Mecz                                                   |
| ------------ | ------------------------------------------------------ |
| 17 maja 1998 | América Cali - Quindío Armenia 1:1, karne 4:2          |
| 17 maja 1998 | Tolima Ibagué - Independiente Santa Fe 0:1             |
| 17 maja 1998 | Millonarios FC - Atlético Huila 2:2, karne 5:4         |
| 17 maja 1998 | Atlético Junior - Atlético Bucaramanga 2:2, karne 5:4  |
| 17 maja 1998 | Once Caldas - Atlético Nacional 1:0                    |
| 17 maja 1998 | Unión Magdalena - Unicosta Barranquilla 1:1, karne 4:3 |
| 17 maja 1998 | Independiente Medellín - Envigado 1:0                  |
| 17 maja 1998 | Deportivo Tuluá - Deportivo Cali 0:2                   |

### Kolejka 20
Cuadrangalarones - 5 kolejka
| Mecze 22 - 24 maja 1998                                     |
| ----------------------------------------------------------- |
| América Cali - Deportivo Tuluá 1:1, karne 5:4               |
| Once Caldas - Independiente Medellín 2:1                    |
| Millonarios FC - Tolima Ibagué 2:1                          |
| Unicosta Barranquilla - Atlético Bucaramanga 2:2, karne 3:4 |
| Atlético Nacional - Envigado 2:2, karne 1:3                 |
| Quindío Armenia - Deportivo Cali 4:1                        |
| Unión Magdalena - Atlético Junior 4:6                       |
| Atlético Huila - Independiente Santa Fe 2:1                 |

### Kolejka 21
Cuadrangalarones - 6 kolejka
| Data         | Mecz                                                                                        |
| ------------ | ------------------------------------------------------------------------------------------- |
| 28 maja 1998 | Envigado - Once Caldas 0:1 Congo 69                                                         |
| 28 maja 1998 | Independiente Medellín - Atlético Nacional 2:0 Nunez 30, 48                                 |
| 28 maja 1998 | Deportivo Tuluá - Quindío Armenia 2:1 Ampudia 7k, J C Martinez 29 - Hernandez 64            |
| 28 maja 1998 | Tolima Ibagué - Atlético Huila 2:2, karne 5:4 Dinas 7, Berrio 90 - Ararat 33k, A.Torres 85k |
| 28 maja 1998 | Independiente Santa Fe - Millonarios FC 2:0 Cano 18,79                                      |
| 28 maja 1998 | Deportivo Cali - América Cali 0:0.karne 4:5                                                 |
| 28 maja 1998 | Atlético Junior - Unicosta Barranquilla 4:0 Vilarete 11k, Tilger 16, Pacheco 51k, Castro 61 |
| 28 maja 1998 | Atlético Bucaramanga - Unión Magdalena 0:0, karne 7:6                                       |

### Kolejka 22
| Mecze 19 - 22 lipca 1998 |
| --- |
| Independiente Santa Fe - Millonarios FC 0:0, karne 2:4                                                                                          |
| Atlético Junior - Unión Magdalena 4:1 Carlos Vilarete 7,38 Victor Miranda 57, Victor Pacheco 86 - Luis Zuleta 25                                |
| Atlético Nacional - Deportivo Tuluá 3:0 John Jayler Moreno, Oswaldo MacKenzie, Henry Zamorano                                                   |
| Once Caldas - Tolima Ibagué 5:2 Oswaldo Otero, Fabio Hincapie, Alexander Lemus, Edwin Congo, Christopher Moreno - Freddy Torres, Areil Beltrano |
| Atlético Huila - Quindío Armenia 1:0 Julian Fernandez                                                                                           |
| América Cali - Deportivo Cali 1:1, karne 3:4 Leonardo Moreno - Jairo Ampudia                                                                    |
| Envigado - Independiente Medellín 0:1 Giovanni Hernandez 58                                                                                     |
| Unicosta Barranquilla - Atlético Bucaramanga 0:2                                                                                                |

### Kolejka 23
| Data         | Mecz                                                               |
| ------------ | ------------------------------------------------------------------ |
| 28 maja 1998 | Deportivo Cali - Once Caldas 2:3                                   |
| 28 maja 1998 | Deportivo Tuluá - Atlético Huila 3:0                               |
| 28 maja 1998 | Unión Magdalena - Atlético Nacional 2:1                            |
| 28 maja 1998 | Millonarios FC - Atlético Junior 0:0, karne 4:2                    |
| 28 maja 1998 | Unicosta Barranquilla - Independiente Santa Fe 0:0, karne 1:3      |
| 28 maja 1998 | Independiente Medellín - Atlético Bucaramanga 3:0                  |
| 28 maja 1998 | Quindío Armenia - América Cali 0:0, karne 3:2                      |
| ? 1998       | Tolima Ibagué - Envigado 2:0 mecz rozegrano w późniejszym terminie |

### Kolejka 24
| Data          | Mecz                                                |
| ------------- | --------------------------------------------------- |
| 29 lipca 1998 | Atlético Nacional - Millonarios FC 4:1              |
| 29 lipca 1998 | América Cali - Once Caldas 2:2, karne 4:1           |
| 29 lipca 1998 | Atlético Junior - Unicosta Barranquilla 0:1         |
| 29 lipca 1998 | Envigado - Deportivo Cali 0:0, karne 4:5            |
| 29 lipca 1998 | Independiente Santa Fe - Independiente Medellín 1:0 |
| 29 lipca 1998 | Atlético Huila - Unión Magdalena 2:0                |
| 29 lipca 1998 | Atlético Bucaramanga - Tolima Ibagué 1:1, karne 2:4 |
| 29 lipca 1998 | Quindío Armenia - Deportivo Tuluá 2:1               |

### Kolejka 25
| Mecze 1 - 2 sierpnia 1998                                                                   |
| ------------------------------------------------------------------------------------------- |
| Unión Magdalena - Quindío Armenia 2:0                                                       |
| Millonarios FC - Atlético Huila 0:0, karne 3:1                                              |
| Deportivo Cali - Atlético Bucaramanga 1:1 karne 6:5                                         |
| Once Caldas - Envigado 2:0                                                                  |
| Unicosta Barranquilla - Atlético Nacional 0:3                                               |
| Independiente Medellín - Atlético Junior 0:0, karne 4:5                                     |
| Deportivo Tuluá - América Cali 2:2, karne 4:2                                               |
| Tolima Ibagué - Independiente Santa Fe 0:0, karne 2:3 mecz rozegrano w późniejszym terminie |

### Kolejka 26
| Data            | Mecz                                                                                 |
| --------------- | ------------------------------------------------------------------------------------ |
| 9 sierpnia 1998 | América Cali - Envigado 2:0                                                          |
| 9 sierpnia 1998 | Atlético Bucaramanga - Once Caldas 0:1                                               |
| 9 sierpnia 1998 | Atlético Junior - Tolima Ibagué 1:2                                                  |
| 9 sierpnia 1998 | Atlético Huila - Unicosta Barranquilla 3:1                                           |
| 9 sierpnia 1998 | Independiente Santa Fe - Deportivo Cali 2:0                                          |
| 9 sierpnia 1998 | Deportivo Tuluá - Unión Magdalena 1:1, karne 4:1                                     |
| ? 1998          | Atlético Nacional - Independiente Medellín 1:0 mecz rozegrano w późniejszym terminie |
| ? 1998          | Quindío Armenia - Millonarios FC 1:0 mecz rozegrano w późniejszym terminie           |

### Kolejka 27
| Data             | Mecz                                             |
| ---------------- | ------------------------------------------------ |
| 16 sierpnia 1998 | Once Caldas - Independiente Santa Fe 2:0         |
| 16 sierpnia 1998 | Deportivo Cali - Atlético Junior 1:1, karne 5:3  |
| 16 sierpnia 1998 | Envigado - Atlético Bucaramanga 3:0              |
| 16 sierpnia 1998 | Unión Magdalena - América Cali 1:2               |
| 16 sierpnia 1998 | Independiente Medellín - Atlético Huila 3:0      |
| 16 sierpnia 1998 | Millonarios FC - Deportivo Tuluá 1:2             |
| 16 sierpnia 1998 | Tolima Ibagué - Atlético Nacional 2:2, karne 3:2 |
| 16 sierpnia 1998 | Unicosta Barranquilla - Quindío Armenia 4:2      |

### Kolejka 28
| Data             | Mecz                                          |
| ---------------- | --------------------------------------------- |
| 23 sierpnia 1998 | Atlético Nacional - Deportivo Cali 1:0        |
| 23 sierpnia 1998 | América Cali - Atlético Bucaramanga 5:2       |
| 23 sierpnia 1998 | Deportivo Tuluá - Unicosta Barranquilla 2:0   |
| 23 sierpnia 1998 | Atlético Junior - Once Caldas 3:2             |
| 23 sierpnia 1998 | Independiente Santa Fe - Envigado 1:0         |
| 23 sierpnia 1998 | Atlético Huila - Tolima Ibagué 1:1, karne 3:4 |
| 23 sierpnia 1998 | Quindío Armenia - Independiente Medellín 0:1  |
| 23 sierpnia 1998 | Unión Magdalena - Millonarios FC 0:1          |

### Kolejka 29
| Data             | Mecz                                              |
| ---------------- | ------------------------------------------------- |
| 30 sierpnia 1998 | Millonarios FC - América Cali 2:0                 |
| 30 sierpnia 1998 | Deportivo Cali - Atlético Huila 4:2               |
| 30 sierpnia 1998 | Independiente Medellín - Deportivo Tuluá 5:1      |
| 30 sierpnia 1998 | Once Caldas - Atlético Nacional 1:1, karne 3:2    |
| 30 sierpnia 1998 | Unicosta Barranquilla - Unión Magdalena 7:2       |
| 30 sierpnia 1998 | Tolima Ibagué - Quindío Armenia 2:4               |
| 30 sierpnia 1998 | Atlético Bucaramanga - Independiente Santa Fe 0:3 |
| 30 sierpnia 1998 | Envigado - Atlético Junior 4:2                    |

### Kolejka 30
| Data            | Mecz                                           |
| --------------- | ---------------------------------------------- |
| 3 września 1998 | Millonarios FC - Unicosta Barranquilla 2:0     |
| 3 września 1998 | América Cali - Independiente Santa Fe 1:2      |
| 3 września 1998 | Unión Magdalena - Independiente Medellín 0:1   |
| 3 września 1998 | Atlético Huila - Once Caldas 1:2               |
| 3 września 1998 | Deportivo Tuluá - Tolima Ibagué 2:2, karne 3:4 |
| 3 września 1998 | Atlético Nacional - Envigado 1:2               |
| 3 września 1998 | Quindío Armenia - Deportivo Cali 0:2           |
| 3 września 1998 | Atlético Junior - Atlético Bucaramanga 1:0     |

### Kolejka 31
| Data            | Mecz                                            |
| --------------- | ----------------------------------------------- |
| 6 września 1998 | Independiente Medellín - Millonarios FC 1:0     |
| 6 września 1998 | Deportivo Cali - Deportivo Tuluá 2:2, karne 2:3 |
| 6 września 1998 | Tolima Ibagué - Unión Magdalena 2:0             |
| 6 września 1998 | Once Caldas - Quindío Armenia 1:0               |
| 6 września 1998 | Envigado - Atlético Huila 1:1, karne 4:3        |
| 6 września 1998 | Atlético Bucaramanga - Atlético Nacional 1:0    |
| 6 września 1998 | Unicosta Barranquilla - América Cali 2:1        |
| 6 września 1998 | Independiente Santa Fe - Atlético Junior 2:1    |

### Kolejka 32
| Data             | Mecz                                                 |
| ---------------- | ---------------------------------------------------- |
| 10 września 1998 | Atlético Huila - Atlético Bucaramanga 0:0, karne 4:1 |
| 10 września 1998 | Quindío Armenia - Envigado 1:1, karne 2:3            |
| 10 września 1998 | Deportivo Tuluá - Once Caldas 2:5                    |
| 10 września 1998 | Unión Magdalena - Deportivo Cali 1:0                 |
| 10 września 1998 | Millonarios FC - Tolima Ibagué 4:1                   |
| 10 września 1998 | Unicosta Barranquilla - Independiente Medellín 0:2   |
| 10 września 1998 | América Cali - Atlético Junior 1:1, karne 5:6        |
| 10 września 1998 | Atlético Nacional - Independiente Santa Fe 1:0       |

### Kolejka 33
| Data             | Mecz                                                   |
| ---------------- | ------------------------------------------------------ |
| 13 września 1998 | Deportivo Cali - Millonarios FC 0:2                    |
| 13 września 1998 | Independiente Medellín - América Cali 0:3              |
| 13 września 1998 | Once Caldas - Unión Magdalena 2:1                      |
| 13 września 1998 | Tolima Ibagué - Unicosta Barranquilla 3:3, karne 4:2   |
| 13 września 1998 | Atlético Bucaramanga - Quindío Armenia 1:1, karne 4:2  |
| 13 września 1998 | Independiente Santa Fe - Atlético Huila 1:1, karne 4:2 |
| 13 września 1998 | Envigado - Deportivo Tuluá 2:0                         |
| 13 września 1998 | Atlético Junior - Atlético Nacional 0:1                |

### Kolejka 34
| Data             | Mecz                                         |
| ---------------- | -------------------------------------------- |
| 20 września 1998 | América Cali - Atlético Nacional 2:0         |
| 20 września 1998 | Unicosta Barranquilla - Deportivo Cali 0:3   |
| 20 września 1998 | Deportivo Tuluá - Atlético Bucaramanga 1:0   |
| 20 września 1998 | Millonarios FC - Once Caldas 1:0             |
| 20 września 1998 | Atlético Huila - Atlético Junior 4:0         |
| 20 września 1998 | Quindío Armenia - Independiente Santa Fe 2:0 |
| 20 września 1998 | Unión Magdalena - Envigado 5:2               |
| 20 września 1998 | Independiente Medellín - Tolima Ibagué 1:0   |

### Kolejka 35
| Data             | Mecz                                                   |
| ---------------- | ------------------------------------------------------ |
| 20 września 1998 | Deportivo Cali - Independiente Medellín 1:1, karne 9:8 |
| 20 września 1998 | Once Caldas - Unicosta Barranquilla 2:0                |
| 20 września 1998 | Atlético Bucaramanga - Unión Magdalena 2:0             |
| 20 września 1998 | Atlético Junior - Quindío Armenia 1:1, karne 3:2       |
| 20 września 1998 | Atlético Nacional - Atlético Huila 1:4                 |
| 20 września 1998 | Tolima Ibagué - América Cali 3:3, karne 5:4            |
| 20 września 1998 | Envigado - Millonarios FC 3:0                          |
| 20 września 1998 | Independiente Santa Fe - Deportivo Tuluá 2:0           |

### Kolejka 36
| Data             | Mecz                                                |
| ---------------- | --------------------------------------------------- |
| 20 września 1998 | Millonarios FC - Atlético Bucaramanga 1:2           |
| 20 września 1998 | América Cali - Atlético Huila 3:1                   |
| 20 września 1998 | Quindío Armenia - Atlético Nacional 1:1, karne 3:4  |
| 20 września 1998 | Deportivo Tuluá - Atlético Junior 3:1               |
| 20 września 1998 | Unicosta Barranquilla - Envigado 0:2                |
| 20 września 1998 | Independiente Medellín - Once Caldas 2:2, karne 2:3 |
| 20 września 1998 | Tolima Ibagué - Deportivo Cali 0:1                  |
| 20 września 1998 | Unión Magdalena - Independiente Santa Fe 2:3        |

### Tabela końcowa pierwszej fazy 1998
W przypadku remisów rozgrywano rzuty karne. Wygrany w rzutach karnych zyskiwał 2 punkty, a przegrany 1 punkt.
| Poz | Klub                   | Mecze | Zw | Rem  | Por | Pkt | BrZd | BrStr |
| --- | ---------------------- | ----- | -- | ---- | --- | --- | ---- | ----- |
| 1   | Once Caldas            | 36    | 21 | 4/5  | 5   | 77  | 66   | 34    |
| 2   | Atlético Nacional      | 36    | 17 | 7/4  | 8   | 69  | 63   | 35    |
| 3   | Independiente Santa Fe | 36    | 17 | 6/5  | 8   | 68  | 48   | 32    |
| 4   | Independiente Medellín | 36    | 16 | 4/8  | 8   | 64  | 51   | 29    |
| 5   | Deportivo Cali         | 36    | 15 | 6/4  | 11  | 61  | 60   | 49    |
| 6   | América Cali           | 36    | 11 | 10/5 | 10  | 58  | 54   | 39    |
| 7   | Atlético Junior        | 36    | 11 | 8/6  | 11  | 55  | 51   | 55    |
| 8   | Atlético Huila         | 36    | 13 | 4/7  | 12  | 54  | 54   | 47    |
| 9   | Millonarios FC         | 36    | 11 | 6/8  | 11  | 53  | 42   | 43    |
| 10  | Tolima Ibagué          | 36    | 9  | 11/2 | 14  | 51  | 42   | 51    |
| 11  | Quindío Armenia        | 36    | 11 | 4/8  | 13  | 49  | 43   | 47    |
| 12  | Deportivo Tuluá        | 36    | 10 | 5/7  | 14  | 47  | 42   | 59    |
| 13  | Envigado               | 36    | 11 | 4/5  | 16  | 46  | 40   | 50    |
| 14  | Atlético Bucaramanga   | 36    | 10 | 4/8  | 14  | 46  | 37   | 54    |
| 15  | Unión Magdalena        | 36    | 7  | 6/3  | 20  | 36  | 40   | 72    |
| 16  | Unicosta Barranquilla  | 36    | 8  | 1/4  | 23  | 30  | 42   | 79    |

Klub Once Caldas zakwalifikował się do turnieju Copa Libertadores 1999.

## Cuadrangalarones
Mecze w ramach Cuadrangalarones rozegrano w pierwszej fazie, w kolejkach od 16 do 21.

### Grupa A
| Poz | Klub                   | Mecze | Zw | Rem | Por | Pkt | BrZd | BrStr |
| --- | ---------------------- | ----- | -- | --- | --- | --- | ---- | ----- |
| 1   | Independiente Santa Fe | 6     | 4  | 1/0 | 1   | 14  | 11   | 5     |
| 2   | Millonarios FC         | 6     | 2  | 1/2 | 1   | 10  | 8    | 8     |
| 3   | Atlético Huila         | 6     | 1  | 1/2 | 2   | 7   | 10   | 11    |
| 4   | Tolima Ibagué          | 6     | 0  | 2/1 | 3   | 5   | 5    | 10    |

### Grupa B
| Poz | Klub            | Mecze | Zw | Rem | Por | Pkt | BrZd | BrStr |
| --- | --------------- | ----- | -- | --- | --- | --- | ---- | ----- |
| 1   | Quindío Armenia | 6     | 3  | 0/1 | 2   | 10  | 11   | 11    |
| 2   | Deportivo Tuluá | 6     | 3  | 0/1 | 2   | 10  | 9    | 9     |
| 3   | América Cali    | 6     | 1  | 3/0 | 2   | 9   | 5    | 5     |
| 4   | Deportivo Cali  | 6     | 2  | 0/1 | 3   | 7   | 10   | 10    |

### Grupa C
| Poz | Klub                   | Mecze | Zw | Rem | Por | Pkt | BrZd | BrStr |
| --- | ---------------------- | ----- | -- | --- | --- | --- | ---- | ----- |
| 1   | Independiente Medellín | 6     | 3  | 1/1 | 1   | 12  | 10   | 5     |
| 2   | Once Caldas            | 6     | 3  | 1/1 | 1   | 12  | 6    | 5     |
| 3   | Atlético Nacional      | 6     | 1  | 2/1 | 2   | 8   | 7    | 8     |
| 4   | Envigado               | 6     | 0  | 1/2 | 3   | 4   | 2    | 7     |

### Grupa D
| Poz | Klub                  | Mecze | Zw | Rem | Por | Pkt | BrZd | BrStr |
| --- | --------------------- | ----- | -- | --- | --- | --- | ---- | ----- |
| 1   | Atlético Junior       | 6     | 3  | 2/1 | 0   | 14  | 16   | 9     |
| 2   | Atlético Bucaramanga  | 6     | 2  | 2/2 | 0   | 12  | 10   | 6     |
| 3   | Unicosta Barranquilla | 6     | 1  | 1/2 | 2   | 7   | 11   | 11    |
| 4   | Unión Magdalena       | 6     | 0  | 1/1 | 4   | 3   | 8    | 19    |

## Druga faza
W drugiej fazie kluby podzielone zostały na dwie grupy - w jednej grały kluby, które zajęły w tabeli pierwszej fazy miejsca nieparzyste, w drugiej kluby, które zajęły miejsca parzyste. Wyniki z obu faz zsumowane zostały później w tabeli sumarycznej.

### Kolejka 1
| Data   | Mecz                                               |
| ------ | -------------------------------------------------- |
| ? 1998 | Quindío Armenia - Unión Magdalena 4:0              |
| ? 1998 | Once Caldas - Independiente Santa Fe 4:0           |
| ? 1998 | Envigado - Deportivo Cali 1:0                      |
| ? 1998 | Millonarios FC - Atlético Junior 3:2               |
| ? 1998 | Unicosta Barranquilla - Independiente Medellín 1:2 |
| ? 1998 | América Cali - Deportivo Tuluá 0:2                 |
| ? 1998 | Atlético Nacional - Atlético Bucaramanga 4:3       |
| ? 1998 | Atlético Huila - Tolima Ibagué 2:3                 |

### Kolejka 2
| Data   | Mecz                                                    |
| ------ | ------------------------------------------------------- |
| ? 1998 | Unión Magdalena - Millonarios FC 1:1, karne 2:3         |
| ? 1998 | Independiente Santa Fe - Quindío Armenia 1:1, karne 3:4 |
| ? 1998 | Atlético Junior - Envigado 1:1, karne 6:5               |
| ? 1998 | Deportivo Cali - Once Caldas 1:1, karne 1:3             |
| ? 1998 | Deportivo Tuluá - Unicosta Barranquilla 2:0             |
| ? 1998 | Atlético Bucaramanga - América Cali 2:0                 |
| ? 1998 | Tolima Ibagué - Atlético Nacional 0:0, karne 1:4        |
| ? 1998 | Independiente Medellín - Atlético Huila 2:0             |

### Kolejka 3
| Data   | Mecz                                              |
| ------ | ------------------------------------------------- |
| ? 1998 | Unión Magdalena - Independiente Santa Fe 2:1      |
| ? 1998 | Quindío Armenia - Deportivo Cali 3:3, karne 4:5   |
| ? 1998 | Once Caldas - Atlético Junior 3:1                 |
| ? 1998 | Millonarios FC - Envigado 3:0                     |
| ? 1998 | Independiente Medellín - Deportivo Tuluá 3:2      |
| ? 1998 | Unicosta Barranquilla - Atlético Bucaramanga 4:1  |
| ? 1998 | América Cali - Tolima Ibagué 1:0                  |
| ? 1998 | Atlético Huila - Atlético Nacional 1:1, karne 4:2 |

### Kolejka 4
| Data   | Mecz                                           |
| ------ | ---------------------------------------------- |
| ? 1998 | Once Caldas - Quindío Armenia 2:0              |
| ? 1998 | Atlético Junior - Independiente Santa Fe 3:1   |
| ? 1998 | Millonarios FC - Deportivo Cali 0:1            |
| ? 1998 | Envigado - Unión Magdalena 1:0                 |
| ? 1998 | América Cali - Unicosta Barranquilla 4:0       |
| ? 1998 | Atlético Huila - Atlético Bucaramanga 2:1      |
| ? 1998 | Atlético Nacional - Independiente Medellín 3:2 |
| ? 1998 | Tolima Ibagué - Deportivo Tuluá 1:1, karne 3:5 |

### Kolejka 5
| Data                 | Mecz                                             |
| -------------------- | ------------------------------------------------ |
| 18 października 1998 | Quindío Armenia - Millonarios FC 2:0             |
| 18 października 1998 | Unión Magdalena - Once Caldas 2:0                |
| 18 października 1998 | Independiente Santa Fe - Envigado 0:0, karne 2:3 |
| 18 października 1998 | Deportivo Cali - Atlético Junior 2:0             |
| 18 października 1998 | Unicosta Barranquilla - Atlético Huila 3:0       |
| 18 października 1998 | Independiente Medellín - América Cali 4:0        |
| 18 października 1998 | Deportivo Tuluá - Atlético Nacional 1:2          |
| 18 października 1998 | Atlético Bucaramanga - Tolima Ibagué 0:2         |

### Kolejka 6
| Data                 | Mecz                                                   |
| -------------------- | ------------------------------------------------------ |
| 21 października 1998 | Once Caldas - Millonarios FC 2:0                       |
| 21 października 1998 | Unión Magdalena - Atlético Junior 5:2                  |
| 21 października 1998 | Independiente Santa Fe - Deportivo Cali 0:0, karne 0:3 |
| 21 października 1998 | Quindío Armenia - Envigado 2:0                         |
| 21 października 1998 | Unicosta Barranquilla - Atlético Nacional 2:3          |
| 21 października 1998 | Independiente Medellín - Tolima Ibagué 3:1             |
| 21 października 1998 | Deportivo Tuluá - Atlético Bucaramanga 2:2, karne 2:4  |
| 21 października 1998 | América Cali - Atlético Huila 1:0                      |

### Kolejka 7
| Data                 | Mecz                                                         |
| -------------------- | ------------------------------------------------------------ |
| 25 października 1998 | Deportivo Cali - Unión Magdalena 2:0                         |
| 25 października 1998 | Millonarios FC - Independiente Santa Fe 2:1                  |
| 25 października 1998 | Atlético Junior - Quindío Armenia 3:3, karne 2:4             |
| 25 października 1998 | Envigado - Once Caldas 1:1, karne 3:4                        |
| 25 października 1998 | Atlético Nacional - América Cali 4:2                         |
| 25 października 1998 | Atlético Bucaramanga - Independiente Medellín 2:2, karne 3:4 |
| 25 października 1998 | Atlético Huila - Deportivo Tuluá 2:2, karne 3:4              |
| 25 października 1998 | Tolima Ibagué - Unicosta Barranquilla 2:1                    |

### Kolejka 8
| Data                 | Mecz                                                                         |
| -------------------- | ---------------------------------------------------------------------------- |
| 27 października 1998 | Unión Magdalena - Quindío Armenia 1:1, karne wygrała drużyna Quindio         |
| 27 października 1998 | Independiente Santa Fe - Once Caldas 1:1, karne wygrała drużyna Once Caldas  |
| 27 października 1998 | Deportivo Cali - Envigado 2:0                                                |
| 27 października 1998 | Atlético Junior - Millonarios FC 1:1, karne wygrała drużyna Junior           |
| 27 października 1998 | Independiente Medellín - Unicosta Barranquilla 2:0                           |
| 27 października 1998 | Deportivo Tuluá - América Cali 3:3, karne wygrała drużyna Deportivo Tuluá    |
| 27 października 1998 | Atlético Bucaramanga - Atlético Nacional 1:1, karne wygrała drużyna Nacional |
| 27 października 1998 | Tolima Ibagué - Atlético Huila 1:4                                           |

### Kolejka 9
| Mecze 31 października i 1 listopada 1998               |
| ------------------------------------------------------ |
| Millonarios FC - Unión Magdalena 1:0                   |
| Quindío Armenia - Independiente Santa Fe 2:1           |
| Envigado - Atlético Junior 1:1, karne 6:5              |
| Once Caldas - Deportivo Cali 2:1                       |
| Unicosta Barranquilla - Deportivo Tuluá 1:2            |
| América Cali - Atlético Bucaramanga 1:1, karne 4:5     |
| Atlético Nacional - Tolima Ibagué 3:1                  |
| Atlético Huila - Independiente Medellín 2:2, karne 4:2 |

### Kolejka 10
| Mecze 4-5 listopada 1998                                        |
| --------------------------------------------------------------- |
| Independiente Santa Fe - Unión Magdalena 1:0                    |
| Deportivo Cali - Quindío Armenia [Quindio on pen; inferred] 0:0 |
| Atlético Junior - Once Caldas 2:3                               |
| Envigado - Millonarios FC 3:0                                   |
| Deportivo Tuluá - Independiente Medellín 1:1, karne 2:4         |
| Atlético Bucaramanga - Unicosta Barranquilla 5:1                |
| Tolima Ibagué - América Cali 0:0, karne 3:1                     |
| Atlético Nacional - Atlético Huila 1:0                          |

### Kolejka 11
| Data             | Mecz                                                      |
| ---------------- | --------------------------------------------------------- |
| 8 listopada 1998 | Once Caldas - Quindío Armenia 2:1                         |
| 8 listopada 1998 | Independiente Santa Fe - Atlético Junior 1:0              |
| 8 listopada 1998 | Unión Magdalena - Envigado 1:3                            |
| 8 listopada 1998 | Deportivo Cali - Millonarios FC 1:1, karne 2:4            |
| 8 listopada 1998 | Unicosta Barranquilla - América Cali 0:2                  |
| 8 listopada 1998 | Atlético Nacional - Independiente Medellín 1:1, karne 4:3 |
| 8 listopada 1998 | Deportivo Tuluá - Tolima Ibagué 2:2, karne 3:4            |
| 8 listopada 1998 | Atlético Bucaramanga - Atlético Huila 1:0                 |

### Kolejka 12
| Data              | Mecz                                                |
| ----------------- | --------------------------------------------------- |
| 11 listopada 1998 | Once Caldas - Unión Magdalena 5:0                   |
| 11 listopada 1998 | Atlético Junior - Deportivo Cali 0:1                |
| 11 listopada 1998 | Envigado - Independiente Santa Fe 1:0               |
| 11 listopada 1998 | Millonarios FC - Quindío Armenia 2:1                |
| 11 listopada 1998 | Atlético Huila - Unicosta Barranquilla 4:1          |
| 11 listopada 1998 | América Cali - Independiente Medellín 1:3           |
| 11 listopada 1998 | Tolima Ibagué - Atlético Bucaramanga 1:1, karne 4:1 |
| 11 listopada 1998 | Atlético Nacional - Deportivo Tuluá 1:2             |

### Kolejka 13
| Data              | Mecz                                                  |
| ----------------- | ----------------------------------------------------- |
| 15 listopada 1998 | Envigado - Quindío Armenia 1:2                        |
| 15 listopada 1998 | Deportivo Cali - Independiente Santa Fe 3:0           |
| 15 listopada 1998 | Millonarios FC - Once Caldas 1:1, karne 3:4           |
| 15 listopada 1998 | Atlético Junior - Unión Magdalena 2:2, karne 4:3      |
| 15 listopada 1998 | Atlético Nacional - Unicosta Barranquilla 6:0         |
| 15 listopada 1998 | Tolima Ibagué - Independiente Medellín 0:0, karne 4:5 |
| 15 listopada 1998 | Atlético Bucaramanga - Deportivo Tuluá 0:0, karne 5:4 |
| 15 listopada 1998 | Atlético Huila - América Cali 1:2                     |

### Kolejka 14
| Data              | Mecz                                                   |
| ----------------- | ------------------------------------------------------ |
| 19 listopada 1998 | Once Caldas - Envigado 1:1, karne 3:4                  |
| 19 listopada 1998 | Independiente Santa Fe - Millonarios FC 0:0, karne 3:1 |
| 19 listopada 1998 | Unión Magdalena - Deportivo Cali 4:0                   |
| 19 listopada 1998 | Quindío Armenia - Atlético Junior 3:2                  |
| 19 listopada 1998 | Independiente Medellín - Atlético Bucaramanga 1:2      |
| 19 listopada 1998 | América Cali - Atlético Nacional 0:0, karne 4:5        |
| 19 listopada 1998 | Deportivo Tuluá - Atlético Huila 0:2                   |
| 19 listopada 1998 | Unicosta Barranquilla - Tolima Ibagué 1:1, karne 1:3   |

### Grupa A
| Poz | Klub                   | Mecze | Zw | Rem | Por | Pkt | BrZd | BrStr |
| --- | ---------------------- | ----- | -- | --- | --- | --- | ---- | ----- |
| 1   | Once Caldas            | 14    | 8  | 4/1 | 1   | 33  | 27   | 11    |
| 2   | Deportivo Cali         | 14    | 6  | 2/3 | 3   | 25  | 17   | 12    |
| 3   | Quindío Armenia        | 14    | 6  | 4/1 | 3   | 27  | 25   | 18    |
| 4   | Envigado               | 14    | 5  | 3/2 | 4   | 23  | 14   | 14    |
| 5   | Millonarios FC         | 14    | 5  | 2/3 | 4   | 22  | 15   | 16    |
| 6   | Unión Magdalena        | 14    | 4  | 0/3 | 7   | 15  | 18   | 24    |
| 7   | Atlético Junior        | 14    | 1  | 3/2 | 8   | 11  | 20   | 30    |
| 8   | Independiente Santa Fe | 14    | 2  | 1/4 | 7   | 12  | 8    | 19    |

### Grupa B
| Poz | Klub                   | Mecze | Zw | Rem | Por | Pkt | BrZd | BrStr |
| --- | ---------------------- | ----- | -- | --- | --- | --- | ---- | ----- |
| 1   | Atlético Nacional      | 14    | 8  | 4/1 | 1   | 33  | 30   | 16    |
| 2   | Independiente Medellín | 14    | 7  | 3/2 | 2   | 29  | 28   | 16    |
| 3   | Deportivo Tuluá        | 14    | 4  | 3/4 | 3   | 22  | 22   | 20    |
| 4   | Atlético Bucaramanga   | 14    | 4  | 3/3 | 4   | 21  | 22   | 21    |
| 5   | América Cali           | 14    | 5  | 0/4 | 5   | 19  | 17   | 20    |
| 6   | Tolima Ibagué          | 14    | 3  | 4/3 | 4   | 19  | 15   | 19    |
| 7   | Atlético Huila         | 14    | 4  | 2/1 | 7   | 17  | 20   | 21    |
| 8   | Unicosta Barranquilla  | 14    | 2  | 0/1 | 11  | 7   | 15   | 36    |

## Tabela sumaryczna
Pierwsze osiem klubów w tabeli sumarycznej uzyskało awans do półfinału, przy czym dodatkowo pierwsze cztery otrzymały bonusy - 1.5 pkt za 1. miejsce, 1.25 pkt za drugie miejsce, 1 pkt za trzecie miejsce i 0.75 pkt za czwarte miejsce.
| Poz | Klub                   | Mecze | Zw | Rem  | Por | Pkt | BrZd | BrStr |
| --- | ---------------------- | ----- | -- | ---- | --- | --- | ---- | ----- |
| 1   | Once Caldas            | 50    | 29 | 8/7  | 6   | 110 | 94   | 46    |
| 2   | Atlético Nacional      | 50    | 25 | 11/5 | 9   | 102 | 93   | 52    |
| 3   | Independiente Medellín | 50    | 23 | 7/10 | 10  | 93  | 80   | 45    |
| 4   | Deportivo Cali         | 50    | 21 | 8/7  | 14  | 86  | 77   | 61    |
| 5   | Independiente Santa Fe | 50    | 19 | 7/9  | 15  | 80  | 56   | 49    |
| 6   | América Cali           | 50    | 16 | 10/9 | 15  | 77  | 70   | 59    |
| 7   | Quindío Armenia        | 50    | 17 | 8/9  | 16  | 76  | 68   | 65    |
| 8   | Millonarios FC         | 50    | 16 | 8/11 | 15  | 75  | 57   | 59    |
| 9   | Atlético Huila         | 50    | 17 | 6/8  | 19  | 71  | 74   | 68    |
| 10  | Tolima Ibagué          | 50    | 12 | 15/5 | 18  | 71  | 57   | 70    |
| 11  | Envigado               | 50    | 16 | 7/7  | 20  | 69  | 55   | 64    |
| 12  | Deportivo Tuluá        | 50    | 14 | 8/11 | 17  | 69  | 64   | 79    |
| 13  | Atlético Bucaramanga   | 50    | 14 | 7/11 | 18  | 67  | 59   | 75    |
| 14  | Atlético Junior        | 50    | 12 | 11/8 | 19  | 66  | 72   | 88    |
| 15  | Unión Magdalena        | 50    | 11 | 6/6  | 27  | 51  | 58   | 96    |
| 16  | Unicosta Barranquilla  | 50    | 10 | 1/5  | 34  | 37  | 57   | 115   |

## 1/2 finału

### Kolejka 1
| Data              | Mecz                                              |
| ----------------- | ------------------------------------------------- |
| 22 listopada 1998 | Once Caldas - Independiente Medellín 1:0          |
| 22 listopada 1998 | Independiente Santa Fe - Quindío Armenia 1:0      |
| 22 listopada 1998 | Atlético Nacional - Deportivo Cali 2:2, karne 4:3 |
| 22 listopada 1998 | América Cali - Millonarios FC 1:3                 |

### Kolejka 2
| Data              | Mecz                                                |
| ----------------- | --------------------------------------------------- |
| 25 listopada 1998 | Independiente Medellín - Independiente Santa Fe 1:0 |
| 25 listopada 1998 | Quindío Armenia - Once Caldas 1:1, karne 4:5        |
| 25 listopada 1998 | Millonarios FC - Atlético Nacional 1:1, karne 4:3   |
| 25 listopada 1998 | Deportivo Cali - América Cali 3:1                   |

### Kolejka 3
| Data              | Mecz                                         |
| ----------------- | -------------------------------------------- |
| 29 listopada 1998 | Independiente Medellín - Quindío Armenia 1:0 |
| 29 listopada 1998 | Once Caldas - Independiente Santa Fe 2:1     |
| 29 listopada 1998 | América Cali - Atlético Nacional 1:0         |
| 29 listopada 1998 | Millonarios FC - Deportivo Cali 0:2          |

### Kolejka 4
| Data           | Mecz                                         |
| -------------- | -------------------------------------------- |
| 2 grudnia 1998 | Quindío Armenia - Independiente Medellín 4:1 |
| 2 grudnia 1998 | Independiente Santa Fe - Once Caldas 1:2     |
| 2 grudnia 1998 | Atlético Nacional - América Cali 1:3         |
| 2 grudnia 1998 | Deportivo Cali - Millonarios FC 3:0          |

### Kolejka 5
| Data           | Mecz                                              |
| -------------- | ------------------------------------------------- |
| 6 grudnia 1998 | Independiente Medellín - Once Caldas 1:0          |
| 6 grudnia 1998 | Quindío Armenia - Independiente Santa Fe 3:2      |
| 6 grudnia 1998 | Deportivo Cali - Atlético Nacional 1:1, karne 1:4 |
| 6 grudnia 1998 | Millonarios FC - América Cali 1:1, karne 4:3      |

### Kolejka 6
| Data            | Mecz                                                |
| --------------- | --------------------------------------------------- |
| 13 grudnia 1998 | Independiente Santa Fe - Independiente Medellín 2:3 |
| 13 grudnia 1998 | Once Caldas - Quindío Armenia 1:1, karne 5:4        |
| 13 grudnia 1998 | Atlético Nacional - Millonarios FC 3:1              |
| 13 grudnia 1998 | América Cali - Deportivo Cali 2:2, karne 1:3        |

### Tabela Grupy A
| Poz | Klub                   | Mecze | Zw | Rem | Por | Pkt  | BrZd | BrStr |
| --- | ---------------------- | ----- | -- | --- | --- | ---- | ---- | ----- |
| 1   | Once Caldas            | 6     | 3  | 2/0 | 1   | 14.5 | 7    | 5     |
| 2   | Independiente Medellín | 6     | 4  | 0/0 | 2   | 13   | 7    | 7     |
| 3   | Quindío Armenia        | 6     | 2  | 0/2 | 2   | 8    | 9    | 7     |
| 4   | Independiente Santa Fe | 6     | 1  | 0/0 | 5   | 3    | 7    | 11    |

### Tabela grupy B
| Poz | Klub              | Mecze | Zw | Rem | Por | Pkt   | BrZd | BrStr |
| --- | ----------------- | ----- | -- | --- | --- | ----- | ---- | ----- |
| 1   | Deportivo Cali    | 6     | 3  | 1/2 | 0   | 13.75 | 13   | 6     |
| 2   | Atlético Nacional | 6     | 1  | 2/1 | 2   | 9.25  | 8    | 9     |
| 3   | América Cali      | 6     | 2  | 0/2 | 2   | 8     | 9    | 10    |
| 4   | Millonarios FC    | 6     | 1  | 2/0 | 3   | 7     | 6    | 11    |

## Finał
| Data            | Mecz                                                                                                 |
| --------------- | --- |
| 16 grudnia 1998 | Deportivo Cali - Once Caldas 4:0 Bonilla (3), Castillo Estadio Pascual Guerrero, Cali Widzów: 35 000 |
| 20 grudnia 1998 | Once Caldas - Deportivo Cali 0:0 Estadio Palogrande, Manizales                                       |

Mistrzem Kolumbii w 1998 roku został klub Deportivo Cali, natomiast wicemistrzem - klub Once Caldas.